# Pías
Pías è un comune spagnolo di 215 abitanti situato nella comarca di Sanabria, provincia di Zamora, appartenente alla comunità autonoma di Castiglia e León.
Ma ancora integrata politicamente in Castiglia e León, Pias è culturalmente, etnicamente e antropologicamente galiziana ed è il gallego la lingua che parla la maggioranza degli abitanti di Pías.